# Taksim (Zypern)

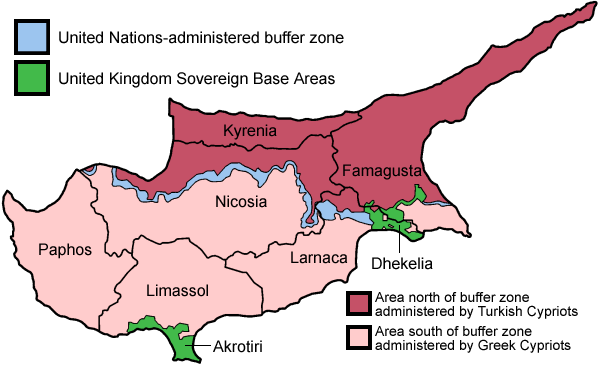
Das seit 1974 geteilte Zypern

Das türkische Wort Taksim bezeichnet im Zypernkonflikt Bestrebungen zur Teilung der Insel Zypern durch die Zyperntürken. Die Bezeichnung taksim ist ein Lehnwort aus dem Arabischen und bedeutet „teilen“.
Maßgeblich mitgeprägt wurde die Taksim-Idee (Slogan: „Taksim oder Tod“) in den frühen 1950er Jahren durch den späteren Präsidenten der Türkischen Republik Nordzypern Rauf Denktaş mit wesentlicher Unterstützung durch Großbritannien. Es steht als Gegenpol zu den Ambitionen konservativer griechischer Zyprioten der „Enosis“, des Anschlusses der Insel an Griechenland. 
Als die Militärjunta in Griechenland 1974 versuchte, die Regierung der Republik Zypern zu stürzen, um ein Marionettenregime zu etablieren und die Insel an Griechenland anzuschließen, nahm die Türkei dies zum Anlass, den Norden der Insel völkerrechtswidrig zu besetzen. 1983 riefen die Zyperntürken ihre eigene Republik aus, die Türkische Republik Nordzypern. Damit wurde die Insel in zwei Teile geteilt. Die Türkische Republik Nordzypern wird allerdings nur durch die Türkei anerkannt und wird international als Teil der Republik Zypern betrachtet.